# Мерфи, Джимми (футболист)
Джеймс Па́трик Ме́рфи (англ. James Patrick Murphy; 8 августа 1910 — 14 ноября 1989), более известный как Джи́мми Ме́рфи (англ. Jimmy Murphy) — валлийский футболист и футбольный тренер.

## Клубная карьера
Джимми Мерфи родился Тон Пентре, Ронта, в 1910 году. Учился в  местной сельской школе, в детстве играл на церковном органе. Играл в футбол за «Тон Пентре Бойс», «Треоки Тесдэй», «Треоки Джуниорс» и «Мид-Ронда Бойс». В 1924 году сыграл за школьную сборную Уэльса в матче против школьной сборной Англии в Кардиффе. В феврале 1928 года 17-летний Джимми стал профессиональным футболистом, подписав контракт с английским клубом «Вест Бромвич Альбион».
Дебют Мерфи за «Вест Бромвич» состоялся 5 марта 1930 года в матче против «Блэкпула». В следующем сезоне 1930/31 «Вест Бромвич» выиграл Кубок Англии и вышел из Второго в Первый дивизион чемпионата, хотя Мерфи провёл за клуб лишь два матча в этом сезоне. Однако уже в следующем сезоне, который «Вест Бром» проводил в Первом дивизионе, он стал игроком основы. С сезона 1931/32 по сезон 1934/35 Джимми сыграл за клуб 149 матчей и помог клубу завершить чемпионат в первой десятке на протяжении четырёх последовательных сезонов, включая четвёртое место в чемпионате в сезоне 1932/33. В сезоне 1934/35 Мерфи пропустил лишь один матч своего клуба и помог «Вест Брому» выйти в финал Кубка Англии 1935 года, в котором «дрозды» уступили клубу «Шеффилд Уэнсдей» со счётом 4:2.
Проведя за «Вест Бромвич» больше 200 матчей, в 1938 году Мерфи перешёл в «Суиндон Таун», однако вскоре началась Вторая мировая война, которая оборвала карьеру Джимми в новом клубе. Кроме выступлений за английские клубы, в 1930-е годы Мерфи играл за национальную сборную Уэльса.

## Тренерская карьера
Во время Второй мировой войны Мерфи выступал с речью о футболе перед группой британских войск. При этом присутствовал Мэтт Басби. Басби был настолько впечатлён речью Мерфи, что после своего назначения главным тренером «Манчестер Юнайтед», он первым делом пригласил валлийца в тренерский штаб клуба. Мерфи был ассистентом Басби, и в его задачи входила скаутская работа, а также работа с молодыми игроками. Под его непосредственным руководством была воспитана целая группа молодых игроков, которых называли «малыши Басби». Среди них были Дункан Эдвардс и Бобби Чарльтон. До этого большие клубы чаще покупали футболистов, а не воспитывали собственных игроков. Басби и Мерфи выбрали иной путь — они решили постепенно заменять «старую гвардию» собственными воспитанниками, футболистами из молодого состава.
Джимми, как ассистент главного тренера, отвечал за развитие этих молодых игроков. Он тратил часы на индивидуальные занятия с игроком, если считал, что он может пробиться в основную команду. После мюнхенской авиакатастрофы 1958 года он временно исполнял обязанности главного тренера клуба, так как Мэтт Басби восстанавливался от полученных травм. Под его руководством обескровленный «Юнайтед», состоящий по большей части из резервистов, добрался до финала Кубка Англии 1958 года. Мерфи не было на мюнхенском рейсе, так как он в это время тренировал сборную Уэльса, которая играла отборочный матч к чемпионату мира. Мерфи был главным тренером Уэльса на чемпионате мира 1958 года, на котором Уэльс добрался до четвертьфинала, в котором уступил будущим чемпионам, сборной Бразилии, со счётом 1:0 (гол в ворота валлийцев забил молодой Пеле).
Джимми получил предложения возглавить сборную Бразилии, итальянский «Ювентус» и английский «Арсенал», но он решил остаться на «Олд Траффорд» ассистентом главного тренера. В этой должности он проработал до 1971 года. Мерфи решил никогда не становиться главным тренером клуба, так как не любил быть центром внимания, предпочитая работать «за кулисами». Скончался Джимми в 1989 году в возрасте 79 лет.

## Статистика выступлений

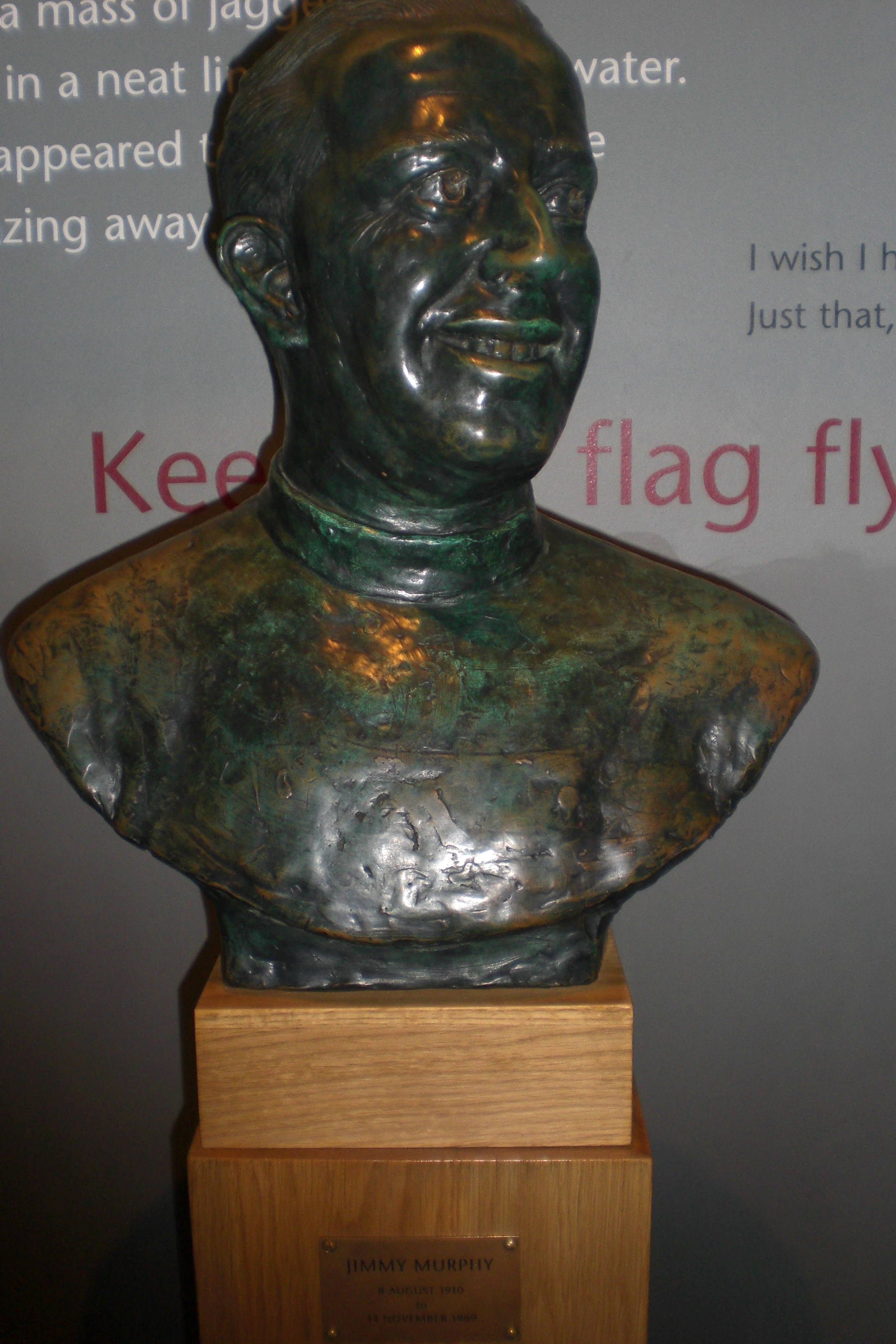
Бюст Джимми Мерфи

| Клуб                 | Сезон            | Лига | Лига | Кубок | Кубок | Итого | Итого |
| Клуб                 | Сезон            | Игры | Голы | Игры  | Голы  | Игры  | Голы  |
| -------------------- | ---------------- | ---- | ---- | ----- | ----- | ----- | ----- |
| Вест Бромвич Альбион | 1929/30          | 2    | 0    | 0     | 0     | 2     | 0     |
| Вест Бромвич Альбион | 1930/31          | 2    | 0    | 0     | 0     | 2     | 0     |
| Вест Бромвич Альбион | 1931/32          | 27   | 0    | 1     | 0     | 28    | 0     |
| Вест Бромвич Альбион | 1932/33          | 34   | 0    | 2     | 0     | 36    | 0     |
| Вест Бромвич Альбион | 1933/34          | 35   | 0    | 2     | 0     | 37    | 0     |
| Вест Бромвич Альбион | 1934/35          | 41   | 0    | 7     | 0     | 48    | 0     |
| Вест Бромвич Альбион | 1935/36          | 16   | 0    | 0     | 0     | 16    | 0     |
| Вест Бромвич Альбион | 1936/37          | 21   | 0    | 5     | 0     | 26    | 0     |
| Вест Бромвич Альбион | 1937/38          | 23   | 0    | 2     | 0     | 25    | 0     |
| Вест Бромвич Альбион | 1938/39          | 3    | 0    | 0     | 0     | 3     | 0     |
| Вест Бромвич Альбион | Итого            | 204  | 0    | 19    | 0     | 223   | 0     |
| Суиндон Таун         | 1938/39          | 4    | 0    | 0     | 0     | 4     | 0     |
| Суиндон Таун         | Итого            | 4    | 0    | 0     | 0     | 4     | 0     |
| Всего за карьеру     | Всего за карьеру | 208  | 0    | 19    | 0     | 227   | 0     |

## Память
23 марта 2009 года на стене бывшего дома Джимми Мерфи в Пентре на Трехарн-Драйв была установлена мемориальная табличка.
3 мая 2023 года у стадиона «Олд Траффорд» была открыта статуя Джимми Мерфи.